# Brachys viridans
Brachys viridans es una especie de escarabajo barrenador metálico del género Brachys, categorizada en la tribu Trachyini, de la subfamilia Agrilinae.

## Taxonomía
Fue descrita por Kerremans en 1896 y publicada en Kerremans C. Trachydes nouveaux. Annales de la Société entomologique de Belgique 40:306-333. (1896)
.